# مهتر أحمد (شبستر)
مهتر أحمد هي قرية في مقاطعة شبستر، إيران. عدد سكان هذه القرية هو 250 في سنة 2006.